# Kungens kurva
Kungens kurva är ett stort handels- och industriområde och sedan 2018 en egen kommundel i Huddinge kommun, strax utanför Stockholms kommun i Stockholms län. Kungens kurva är ett av Skandinaviens största köpcentrum och ett av Storstockholms mycket expansiva områden. Tillsammans besöks Kungens kurva i Huddinge och Skärholmen Centrum i Stockholm av 30 miljoner besökare varje år och handeln omsätter cirka fem miljarder kronor per år. Köpcentrumet är beläget vid E4/E20 (Södertäljevägen) omkring 15 km sydväst om centrala Stockholm. Söder om handelsplatsen fortsätter Kungens kurvas kontors- och industriområde. Området är fortfarande under utveckling och fram till 2030 skall det enligt kommunen "få en attraktiv blandning av handel, arbete, bostäder, kultur och rekreation".

## Namnet
- Olycksplatsens koordinater: 59°16′23.56″N 17°54′56.09″Ö / 59.2732111°N 17.9155806°Ö

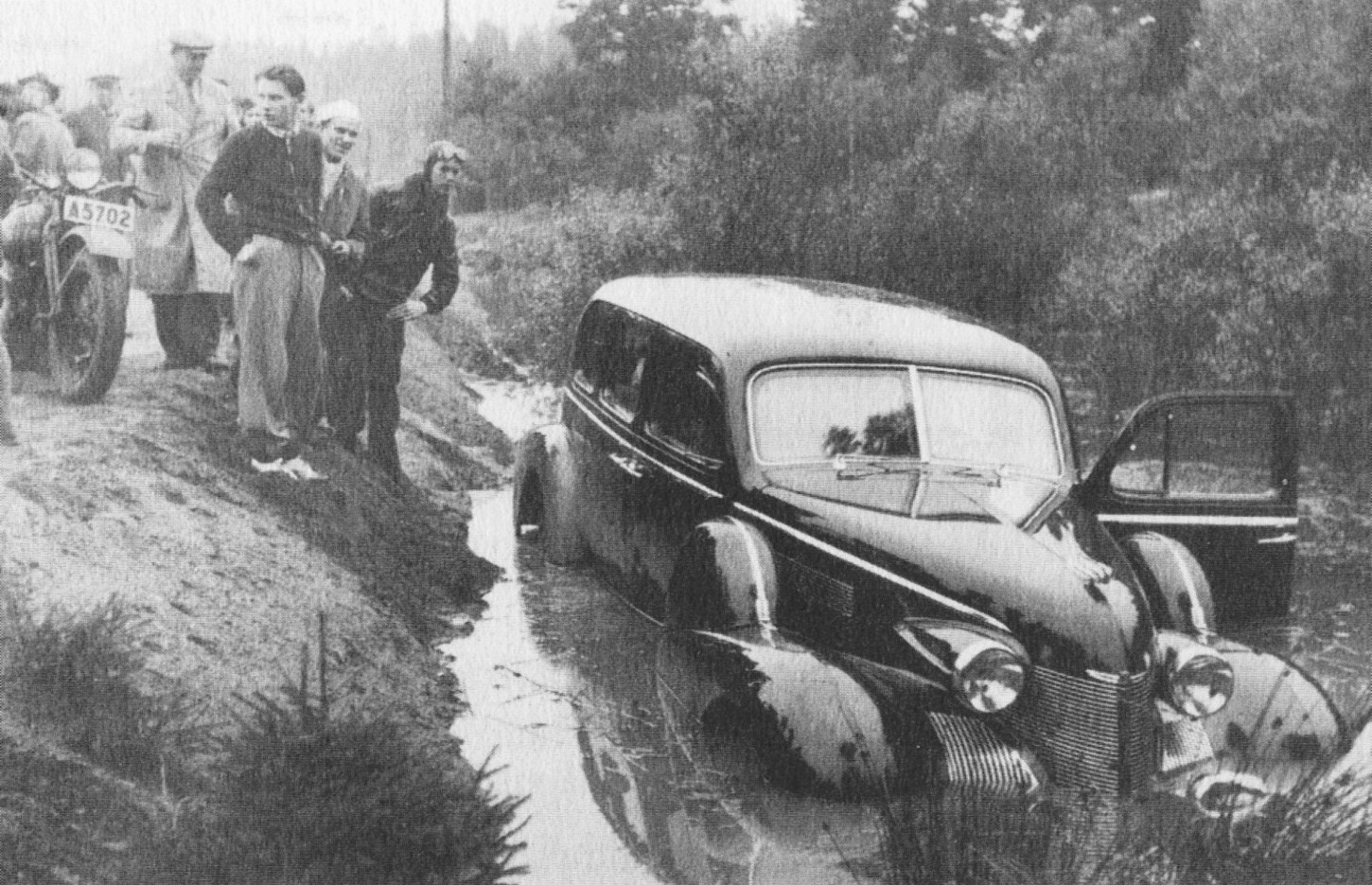
Dagens Nyheter den 29 september 1946. "Kungabil i diket i Segeltorp".

Bakgrunden till namnet är att den Cadillac som kung Gustaf V färdades i här körde i diket på lördagseftermiddagen den 28 september 1946. Kungen med följe var på hemväg från en jakt på Tullgarns slotts ägor i Hölö. Bilen fördes av Gösta Ledin som höll 65 kilometer i timmen och tappade kontrollen över bilen efter en långsträckt högerkurva på Gamla Södertäljevägen strax väster om Juringe gård. Kungabilen gled av vägen och stannade efter ett tjugotal meter i ett vattenfyllt dike. 
Dagens Nyheter var snabbt på plats och fotograferade det hela och i sin söndagsutgåva hade tidningen en artikel om händelsen under rubriken "Kungabil i diket i Segeltorp - Kungen klev ur torrskodd efter bilvurpa i kärrgöl".
Det aktuella vägavsnittet var farligt och dessutom pågick vägarbeten. 1953 öppnade den nya huvudtrafikleden mellan Västberga och området Smista. Den fick dubbla körbanor i varje riktning och en bred mittremsa. Vid Smista fanns en av- och påfart till Gamla Södertäljevägen, ungefär där dagens trafikplats Kungens kurva ligger. Här öppnade två Esso-bensinstationer på varsin sida om den nya trafikleden och gavs namnet Kungens kurva av deras ägare Tore Jakobson. Senare blev namnet officiellt för hela området. Olycksbilen står på bilmuseet vid Sparreholms slott men det existerar en liknande Cadillac som fanns på Skoklosters bil och motormuseum och båda museer hävdade att deras bil var den "riktiga".
Idag är det svårt att hitta olycksplatsen. Södertäljevägen är uträtad och har dessutom blivit motorväg E4/E20, men själva olycksdiket och en kort bit av Södertäljevägens gamla vägbank finns fortfarande (2018) kvar. Platsen ligger i ett skogsparti ungefär 200 meter norr om Circle K:s (före detta Esso) bensinstation och bakom Scandic Hotel (före detta Esso Motorhotell).
För att påminna om händelsen har kommunen beslutat att uppkalla ett planerat torg söder om Kungens kurva shoppingcenter till Gustav V:s torg. Här kommer en hållplats för Spårväg syd att anläggas.

## Historik

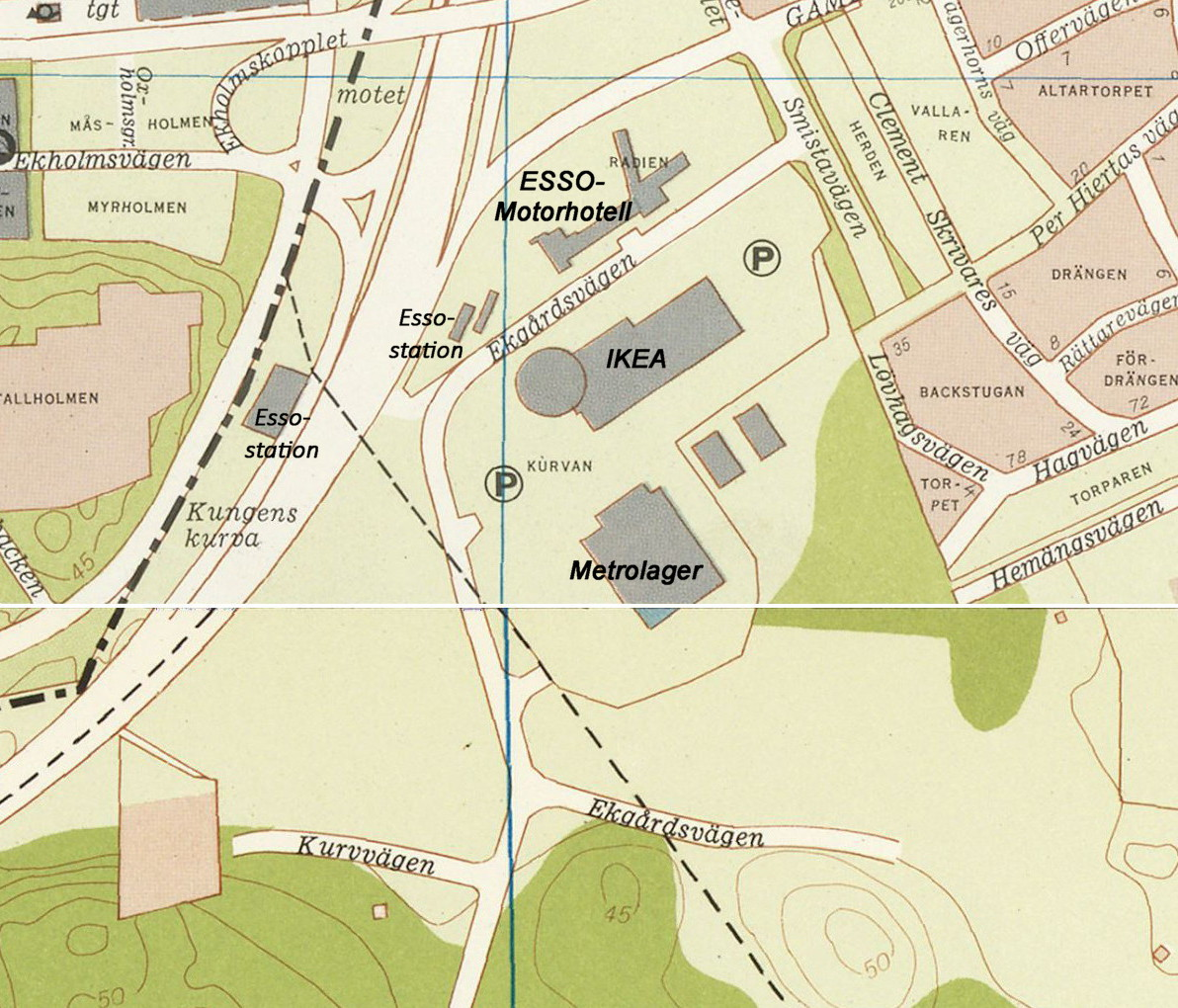
Kungens kurva 1972.

Fram till 1960-talet var området i stort sett obebyggt. Genom trakten gick Södertäljevägen som sedan 1953 hade motorvägsstandard med 7,5 meter breda, dubbla körbanor i varje riktning och en fem meter bred mittremsa. Här fanns en på- och avfart som hette Skärholmsmotet (nuvarande trafikplats Kungens Kurva) med två Esso-bensinstationer. Trafikplatsen ledde på östra sidan till Gamla Södertäljevägen och Ekgårdsvägen samt på västra sidan till den planerade stadsdelen Skärholmen. 
Det första företaget som etablerade sig här var Ikea Kungens kurva, som invigde sitt möbelvaruhus den 18 juni 1965 vid Ekgårdsvägen. Anläggningen fick bra skyltläge till motorvägen och var det andra möbelvaruhuset som Ikea lät bygga i Sverige efter stamhuset i Älmhult. Vid Ekgårdsvägen, mittemot Ikeahuset, öppnade 1968 Esso Motorhotell (numera Scandic Kungens Kurva) och samma år invigdes Skärholmens centrum. Fram till början av 1970-talet fanns i Kungens kurva bara Ikea, Esso-hotellet och ett (numera rivet) storlager för Metro samt det kulturhistoriskt intressanta torpet Månskär känt sedan tidigt 1700-tal. Genom området sträckte sig även Huvudvattenledning Norsborg-Stockholm som ej fick överbyggas.
Ikeas fastighet fick beteckningen Kurvan och Esso-hotellet blev Radien. Kvartersbeteckningar efter geometriska begrepp fortsatte sedan med bland annat Diagonalen, Kvadraten, Rektangeln, Sekanten, Pyramiden och Segmentet. Även det interna gatunätet fick liknande namn som Diagonalvägen, Modulvägen och Tangentvägen. Den första stadsplanen för en del av Kungens kurva fastställdes 1962. Därefter har flera nya detaljplaner tillkommit, de senaste upprättades 1991 och 1995. De kommer att uppföljas av ytterligare detaljplaner[uppföljning saknas] som har till syfte att möjliggöra Kungens kurvas framtida utveckling.
Sedan dess har området utvidgats med bland annat filialer för kedjorna McDonald’s, ICA Kvantum, Heron City, Elgiganten, City Gross, Rusta, Jula och Power. Handelsområdet har byggts ut i flera etapper, den största blev klart år 2001 då byggnaden för Heron City tillkom i syd och stormarknaden City Gross med Apoteket, Systembolaget, Intersport med flera etablerades i öst.
Granen Fastighetsutveckling började under våren 2007 uppförandet av en ny handelsfastighet vid norra infarten till Kungens kurva. Grundidén är att skapa cirka 11 000 kvadratmeter butiksyta och 330 parkeringsplatser i tre plan för 10–15 operatörer med möbelinriktning under ett och samma tak. Projektet gick under namnet Pentagonen (efter fastighetsbeteckningen) och öppnades under 2008 som Bo:x där ett antal olika möbelföretag har butiker. Sedan dess har nya företag flyttat in, bland dem Decathlon och Dollar store.
Kungens kurva är tillsammans med Skärholmens centrum numera (2010) Nordens största handelsplats med en omsättning på nära 6 miljarder kronor och 15 miljoner besökare per år. "Kungens kurva" är även namnet för trafikplatsen på Södertäljevägen (E4/E20) med av- och påfarter till och från Skärholmen och handelsplatsen Kungens kurva.

## Handelskedjor och byggnader (i urval)
I kronologisk ordning efter tillkomstår:

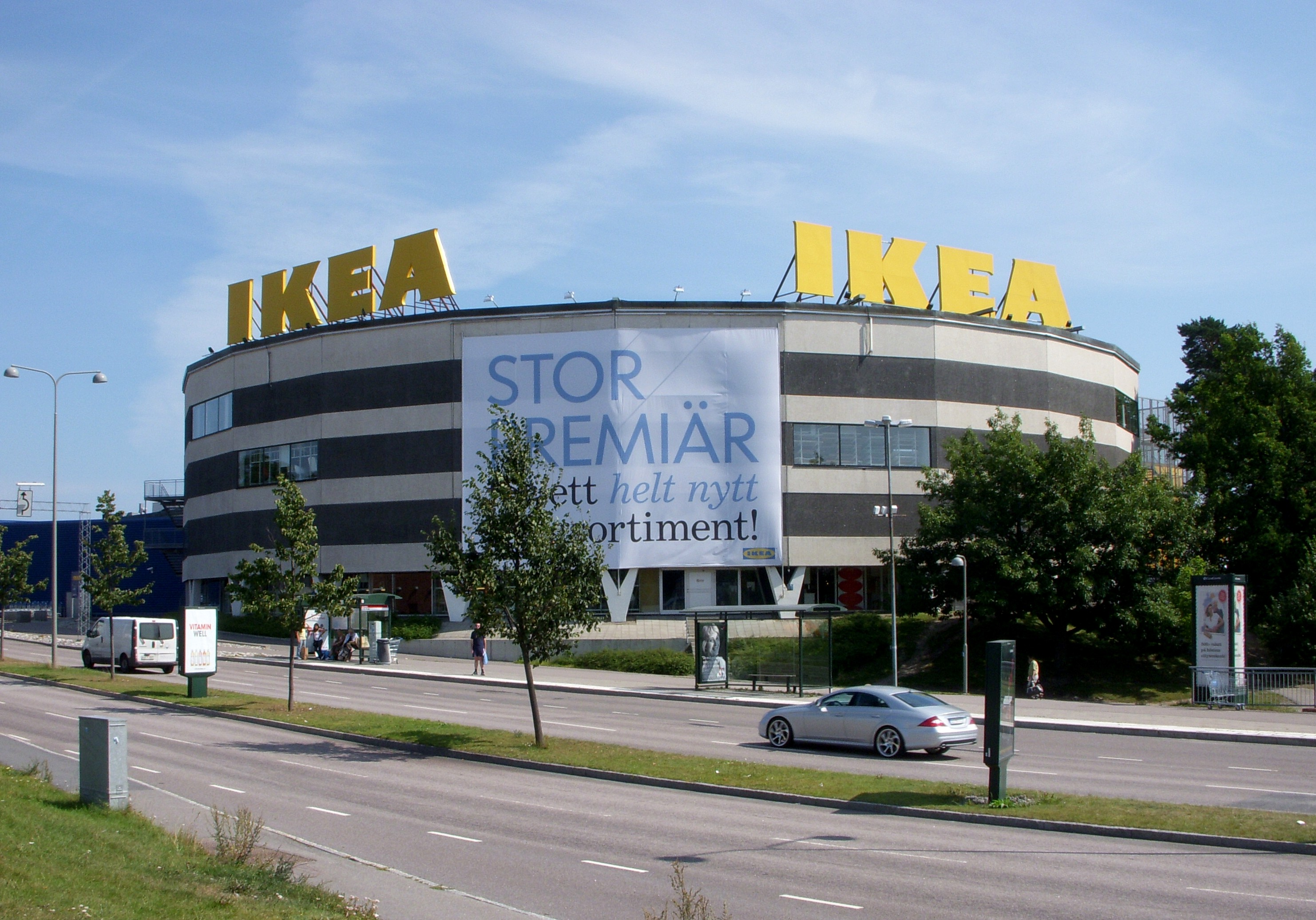
"Ikea Kungens kurva", var först på plats (1966)
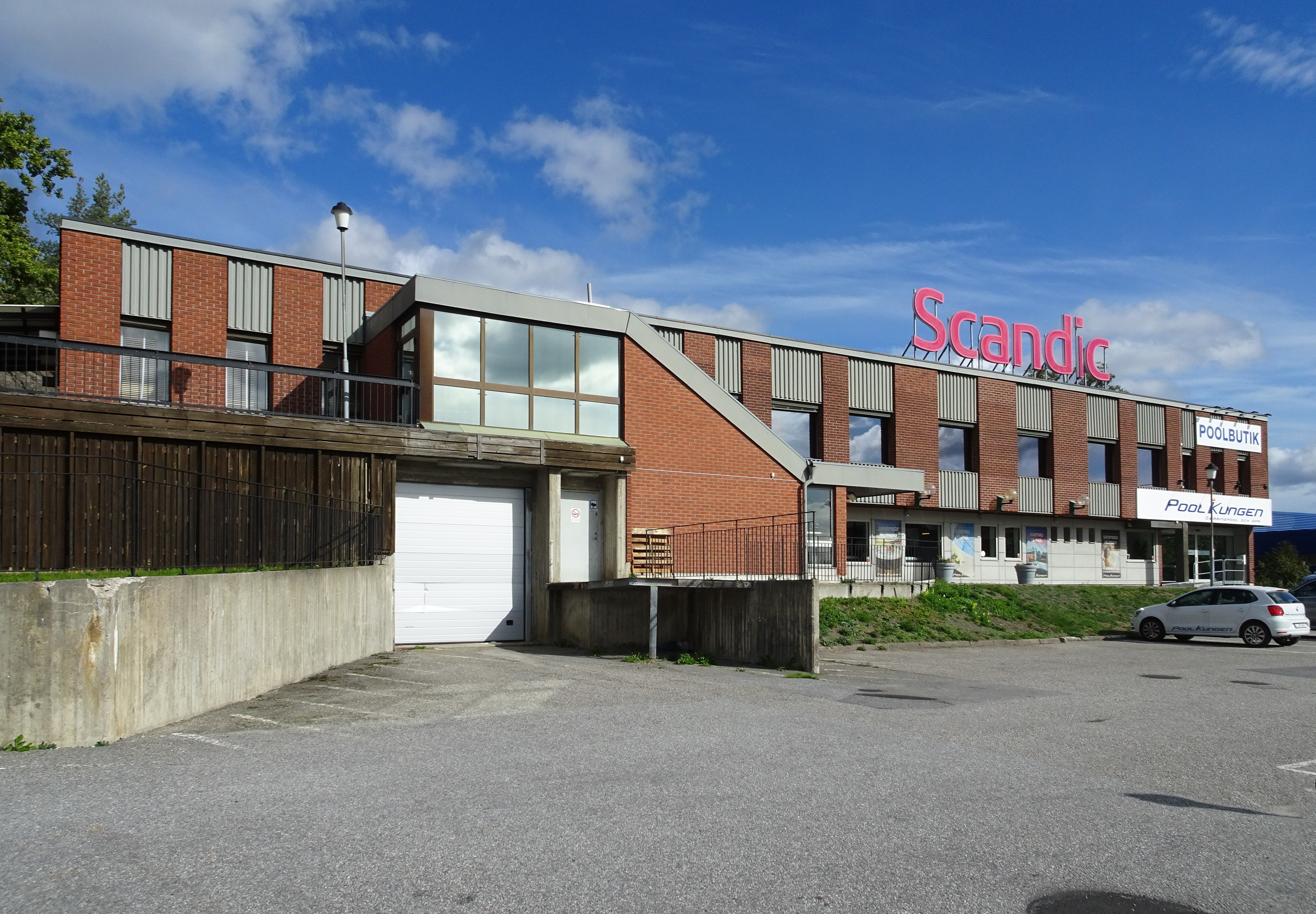
F.d. Esso Motorhotell Kungens Kurva, kom direkt efter Ikea (1968)
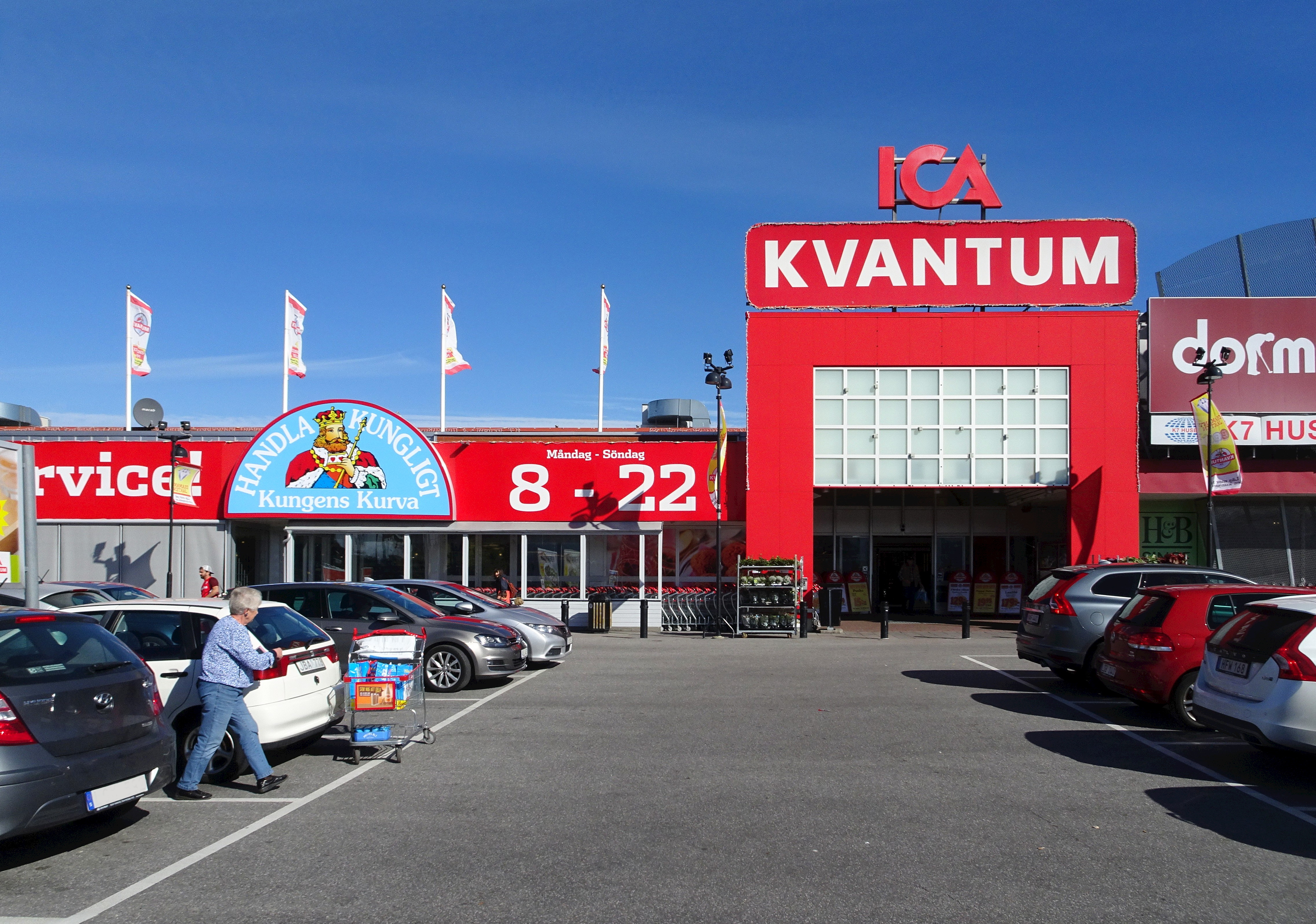
"ICA-huset" (1982)
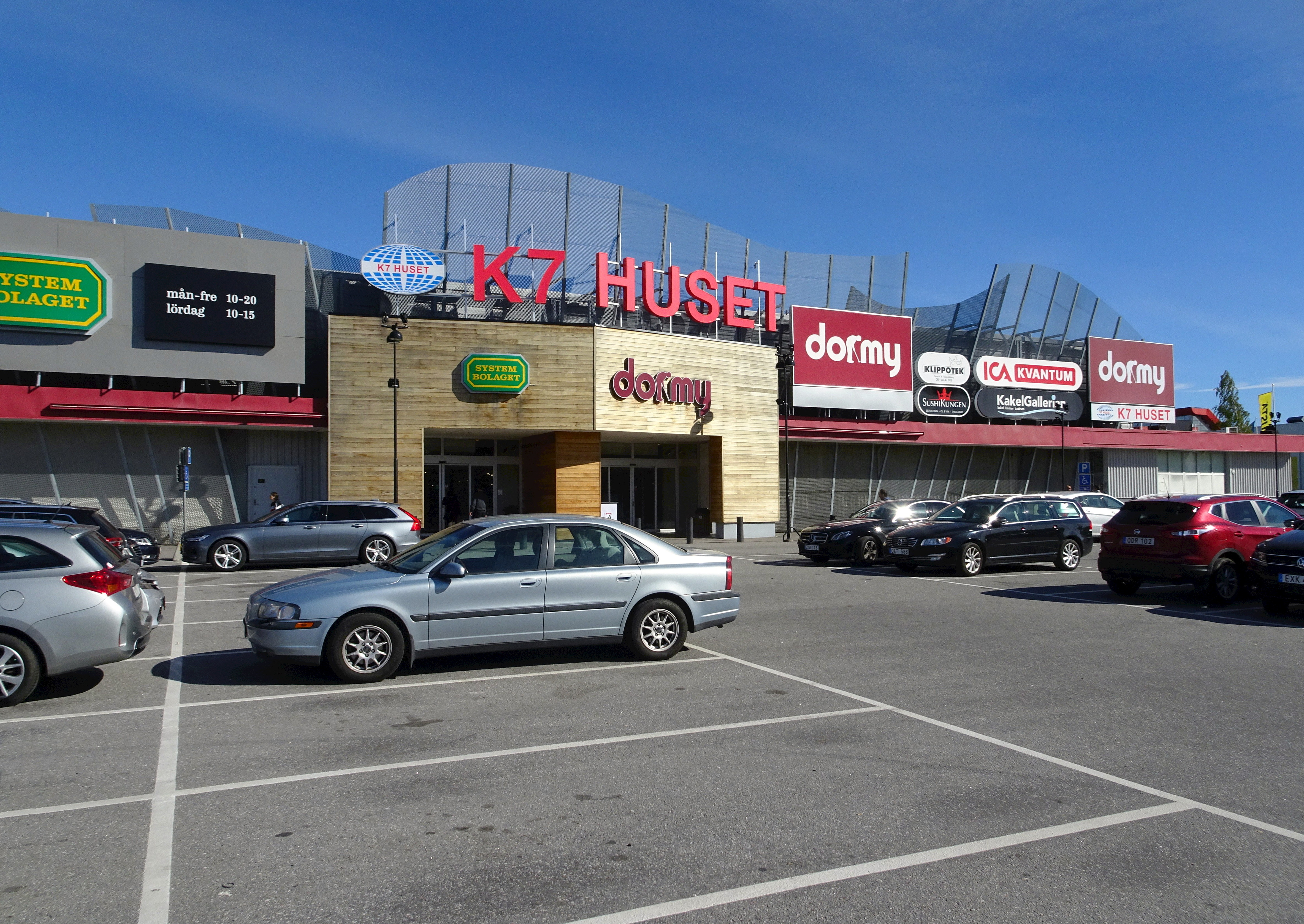
"K7-huset", samma som ICA, (1982)

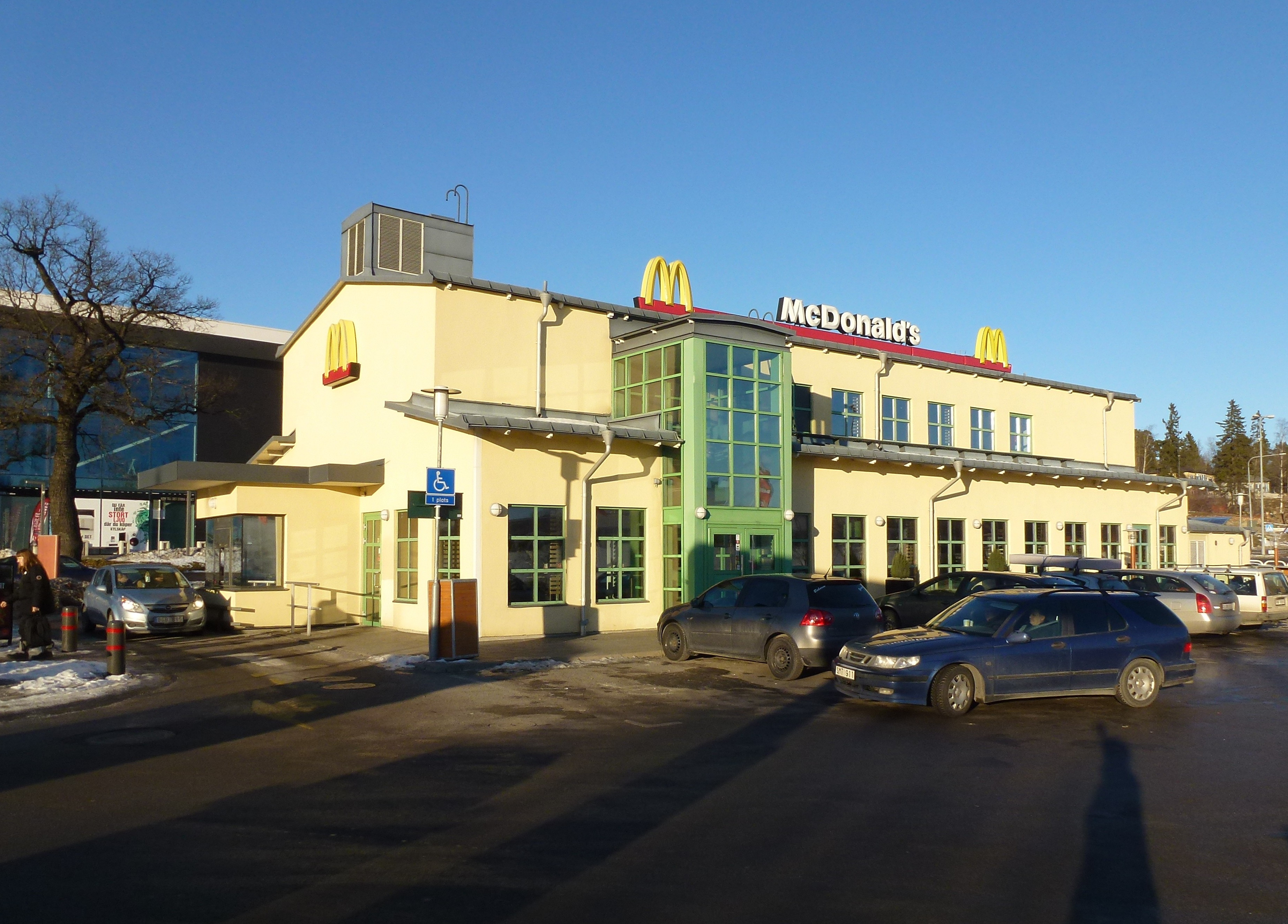
"McDonald's (1985)
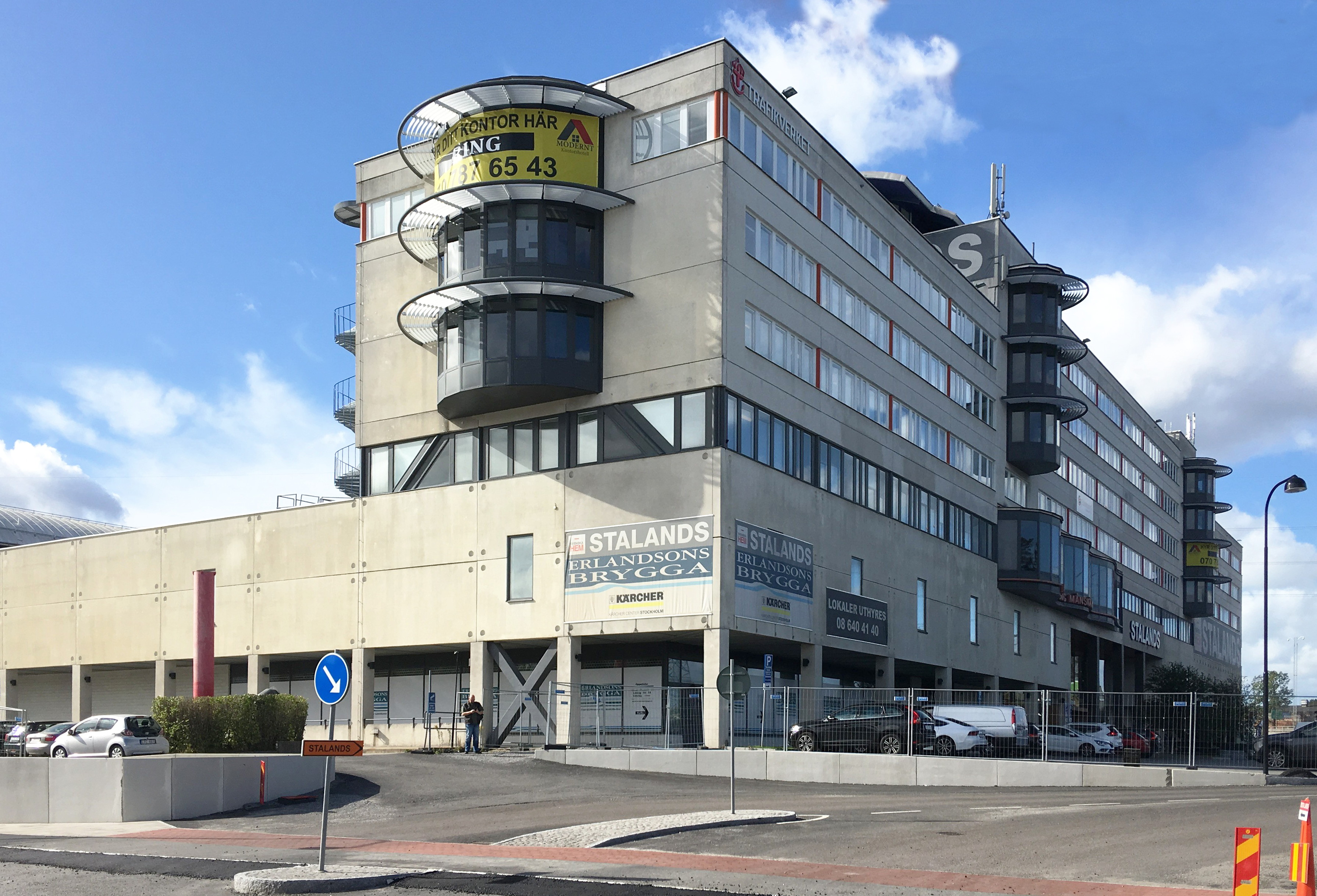
F.d. "Asko-huset" (1992)
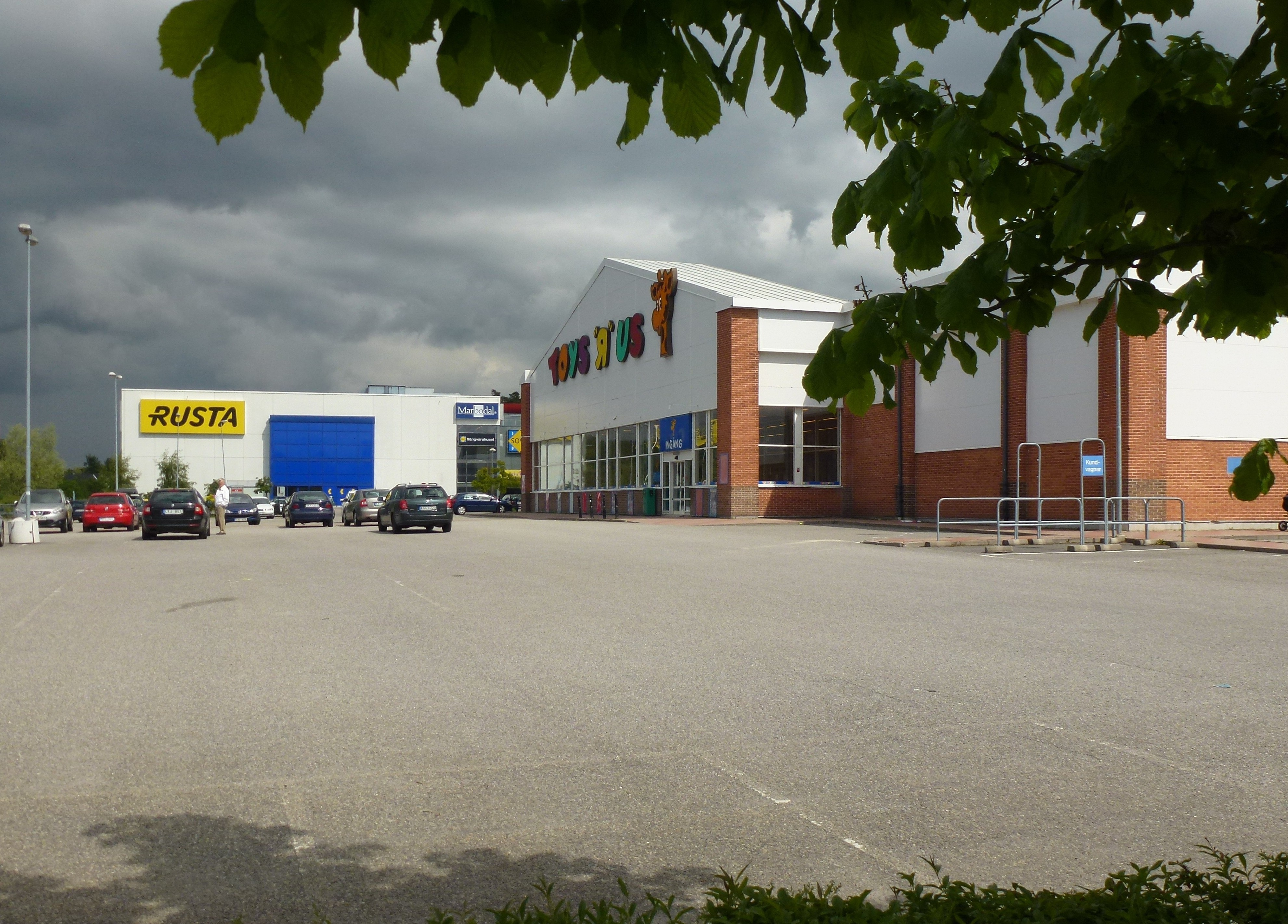
"Rusta" och "Toys R Us" (1995)
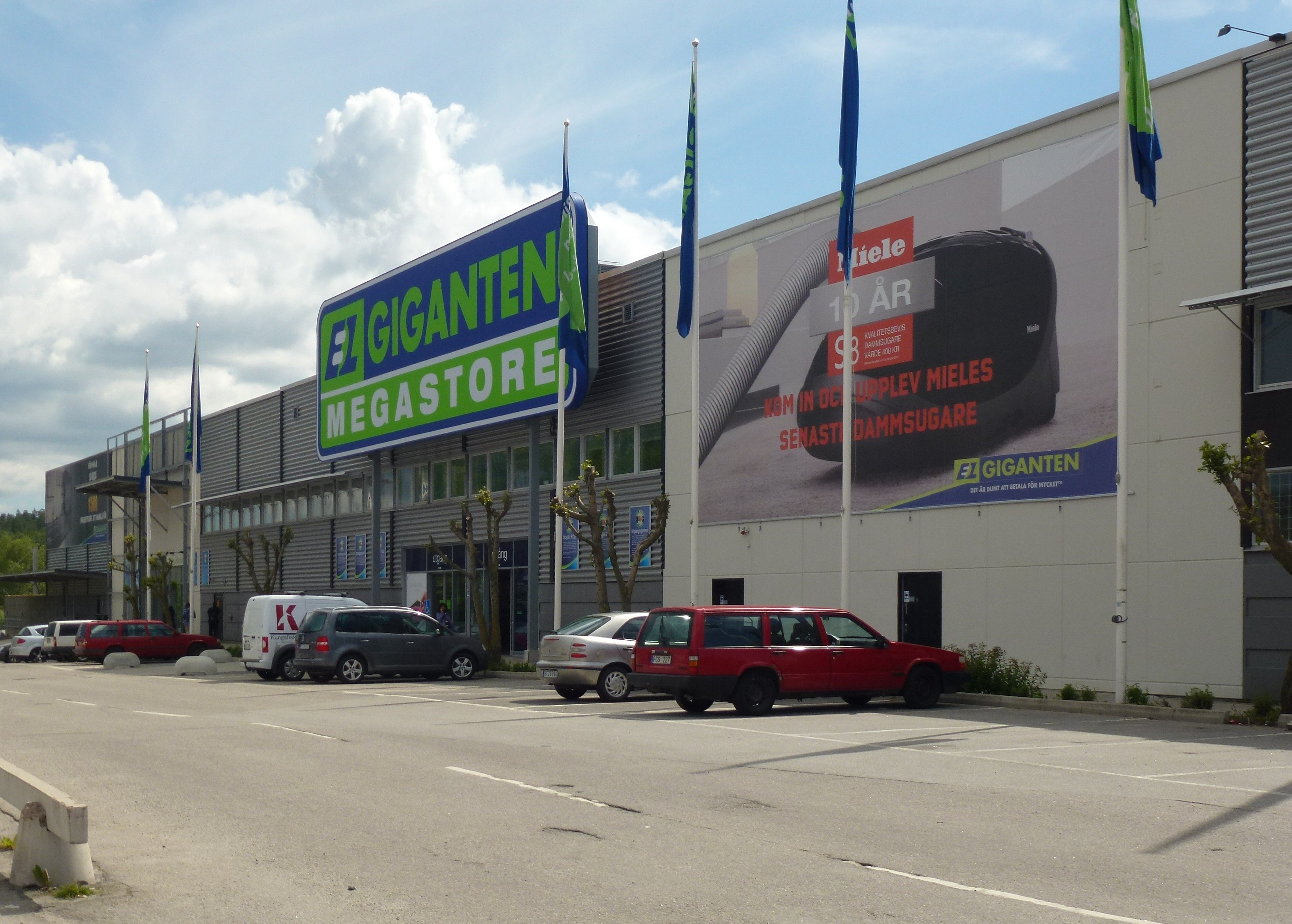
"Elgiganten" (1997)

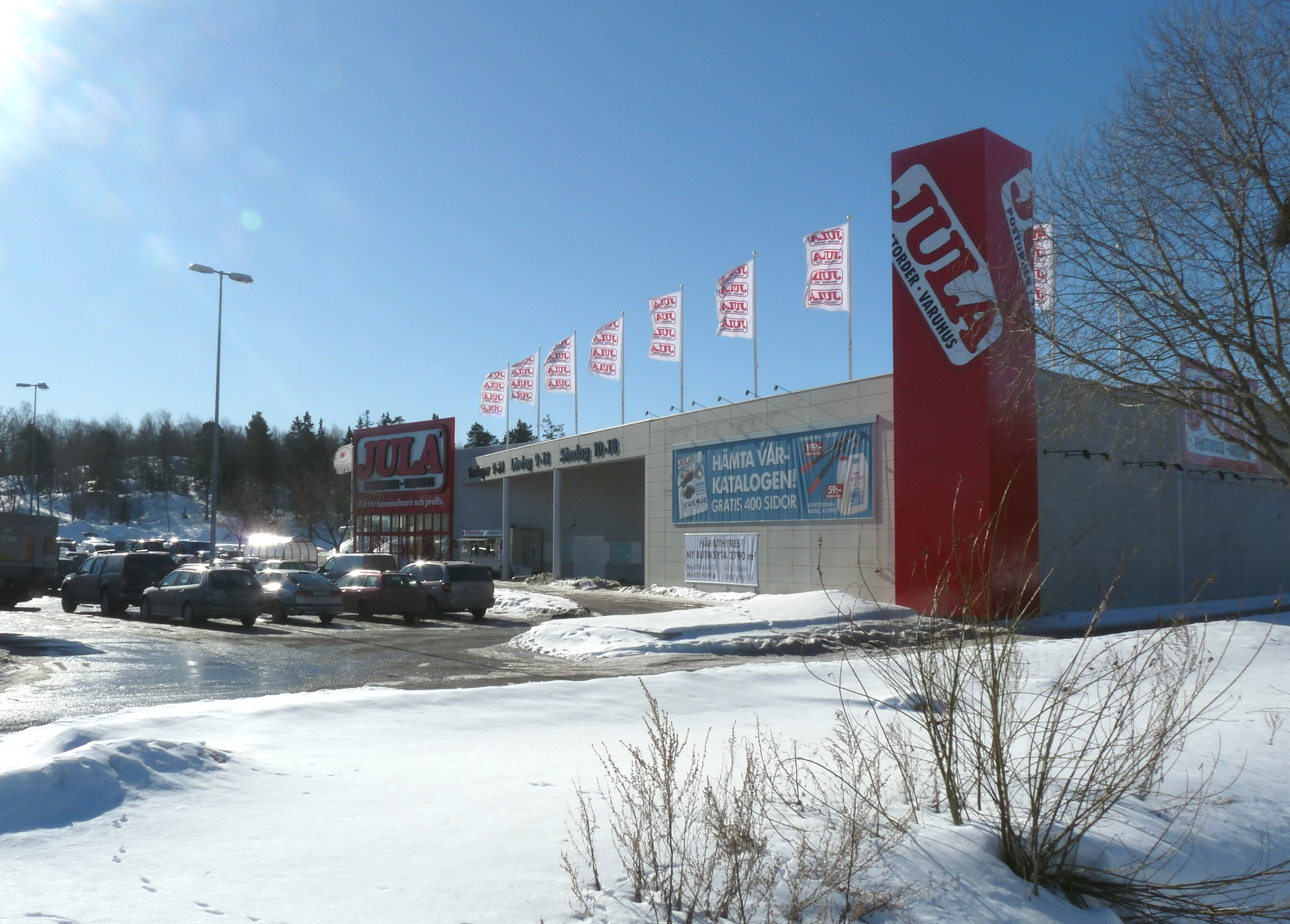
"Jula-huset" (1998)
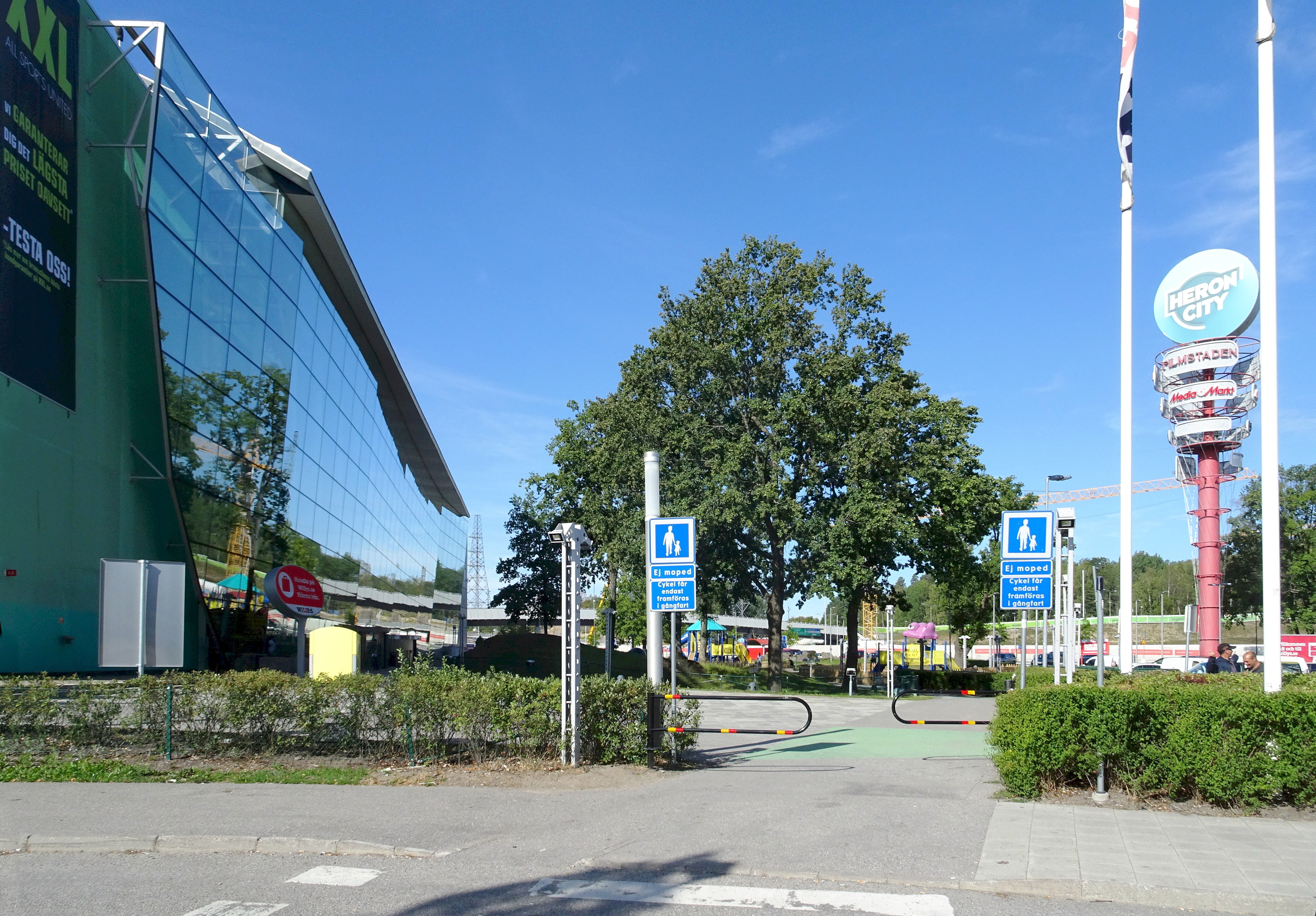
"Heron City" (1998)
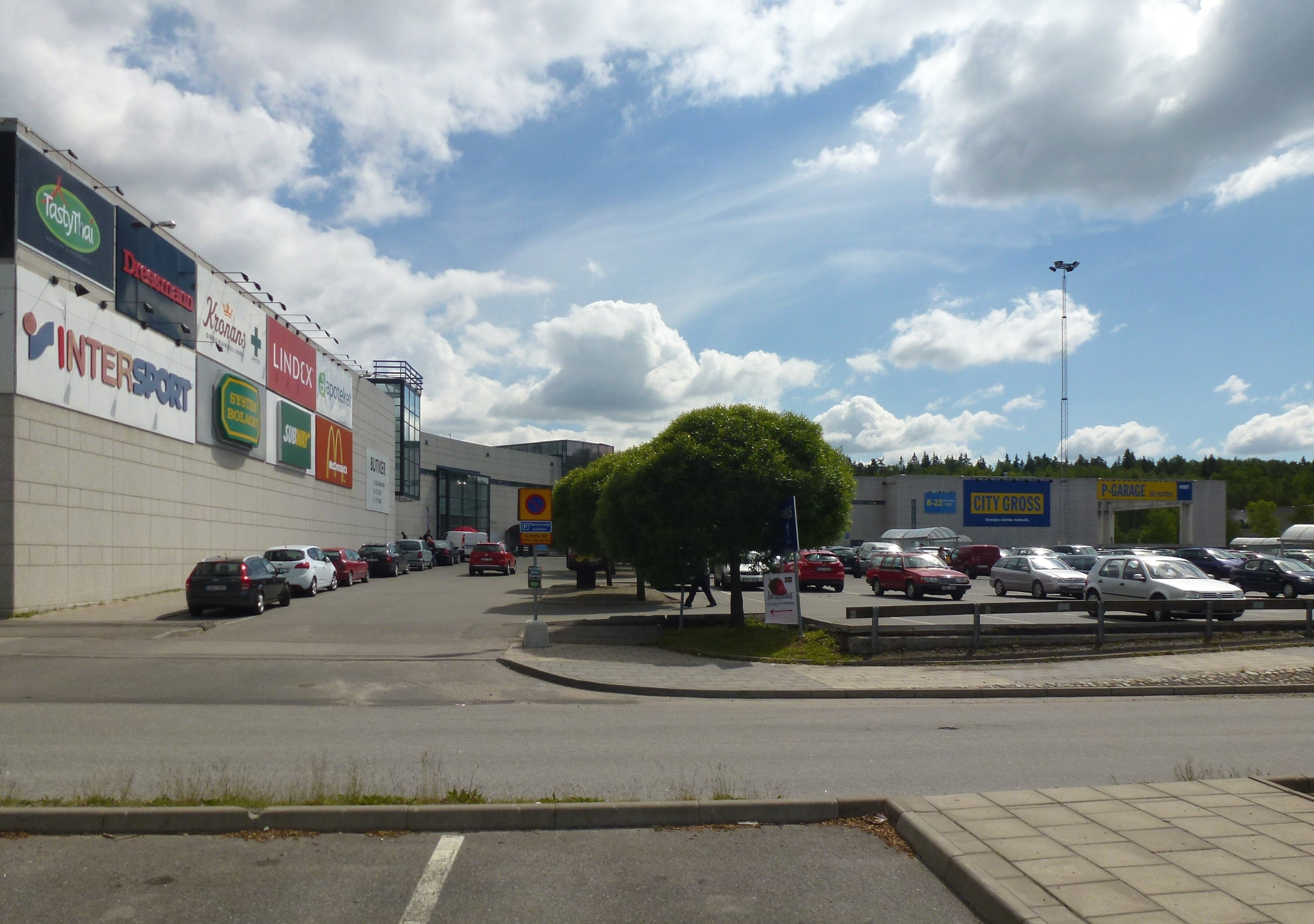
"City Gross-huset" (1999)
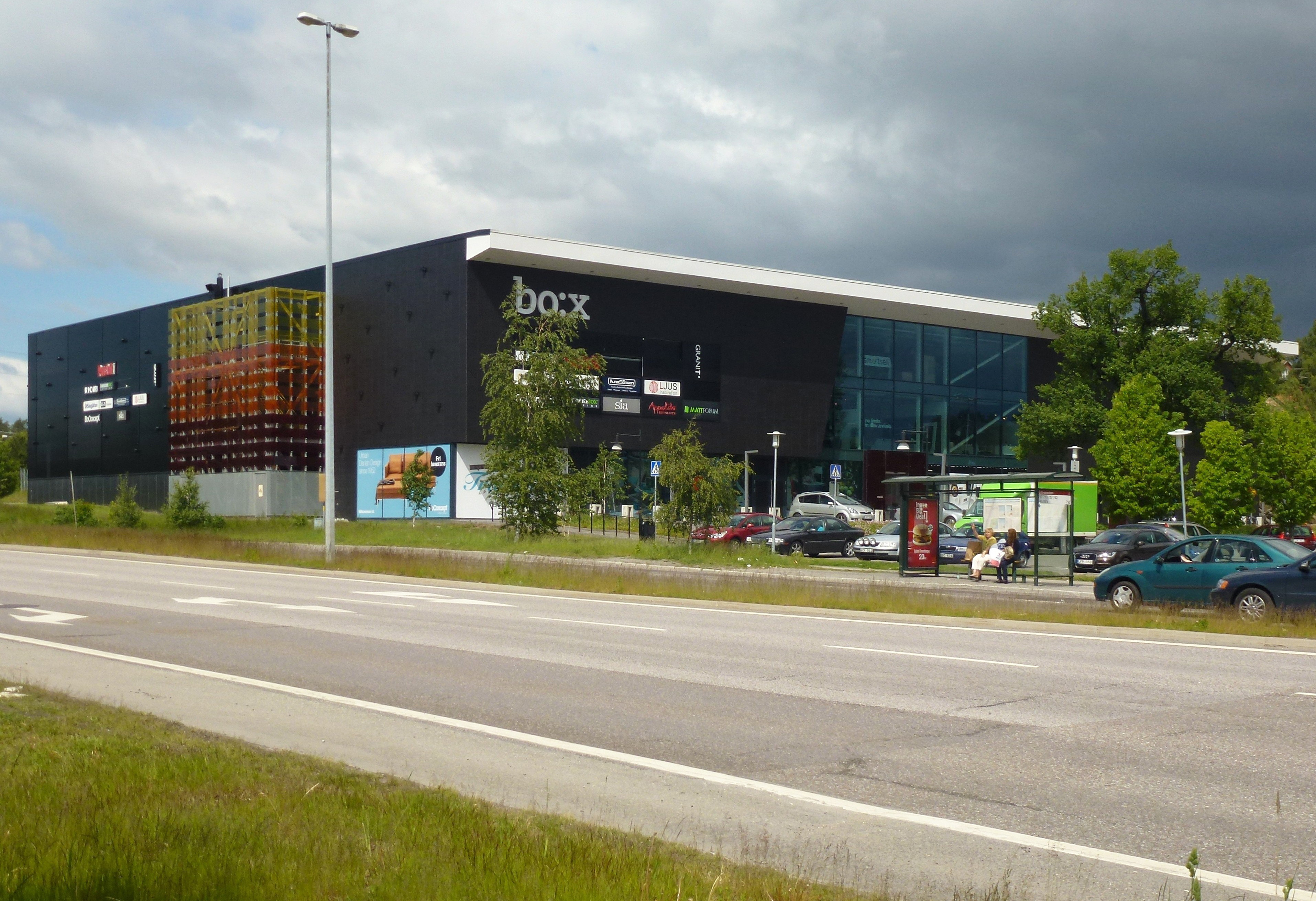
"Bo:x-huset" (2008)

## Konstnärlig utsmyckning
År 2003 fattade Huddinge kommunstyrelse beslut om Program för utformningen av den offentliga miljön i Kungens kurva. Programmets syfte är att ge underlag för att gestaltningsmässigt förbättra den offentliga miljön i Kungens kurva. En del av programmet var även att gestalta ett antal cirkulationsplatser.
Först på plats var Mats Olofgörs skulptur "Vågat möte" som invigdes i oktober 2005 i närheten av Lindvretens trafikplats. "Vågat möte" är en 23 meter hög, knallröd vågrörelse bestående av två lackerade stålpelare som sträcker sig mot himlen
vid södra infarten till Kungenskurva-området. Inspiration för skulpturen var den kända spiralfiguren Vridande moment från 1968 som står i Skärholmens centrum.
Åtta rondellen i Kungens kurvaområdet gestaltades av konstnären Maria Ängquist-Klyvare med Lysande tefat, som har en paraplyliknande konstruktion, tillverkad av aluminium med en dekor av fluorescerande film i glada färger. Varje "tefat" har olika dekor. Under "tefatet" finns indirekt belysning som tänds på kvällar tillsammans med några strålkastare uppifrån.
Rondellen vid Kungens kurvaleden/Smistavägen tog formgivaren Thomas Nordström hand om. Tillsammans med landskapsarkitekt Torsten Wallin skapades 2009 skulpturen Oas, som är ett miniatyrlandskap. I landskapet "växer" 15 fantasiplantor i rostfritt stål. Knopparna är i tre olika storlekar och stjälkarna har olika längder och krökningar. Knopparna belyses med LED-ljus inifrån. 

### Bilder

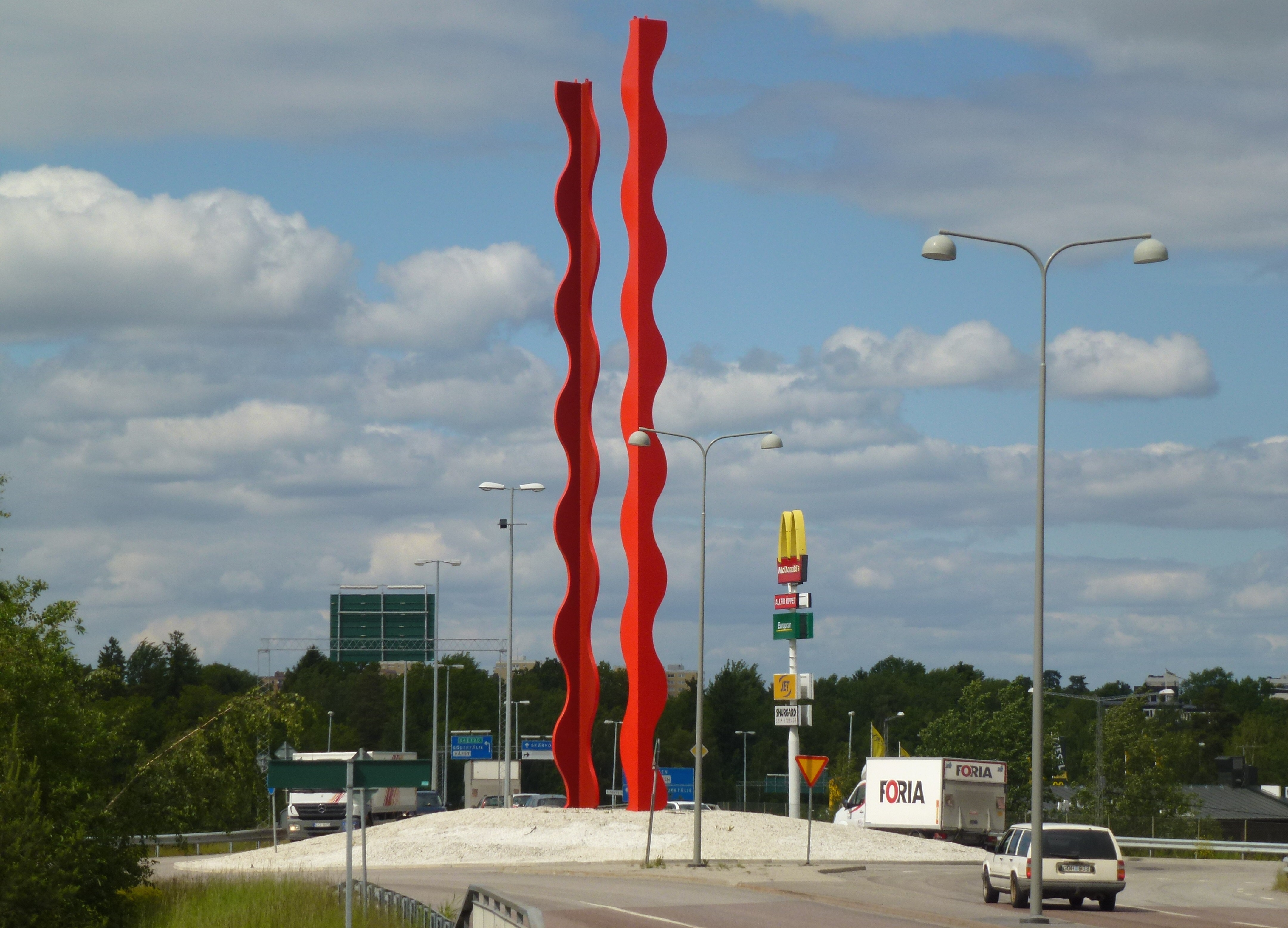
"Vågat möte"
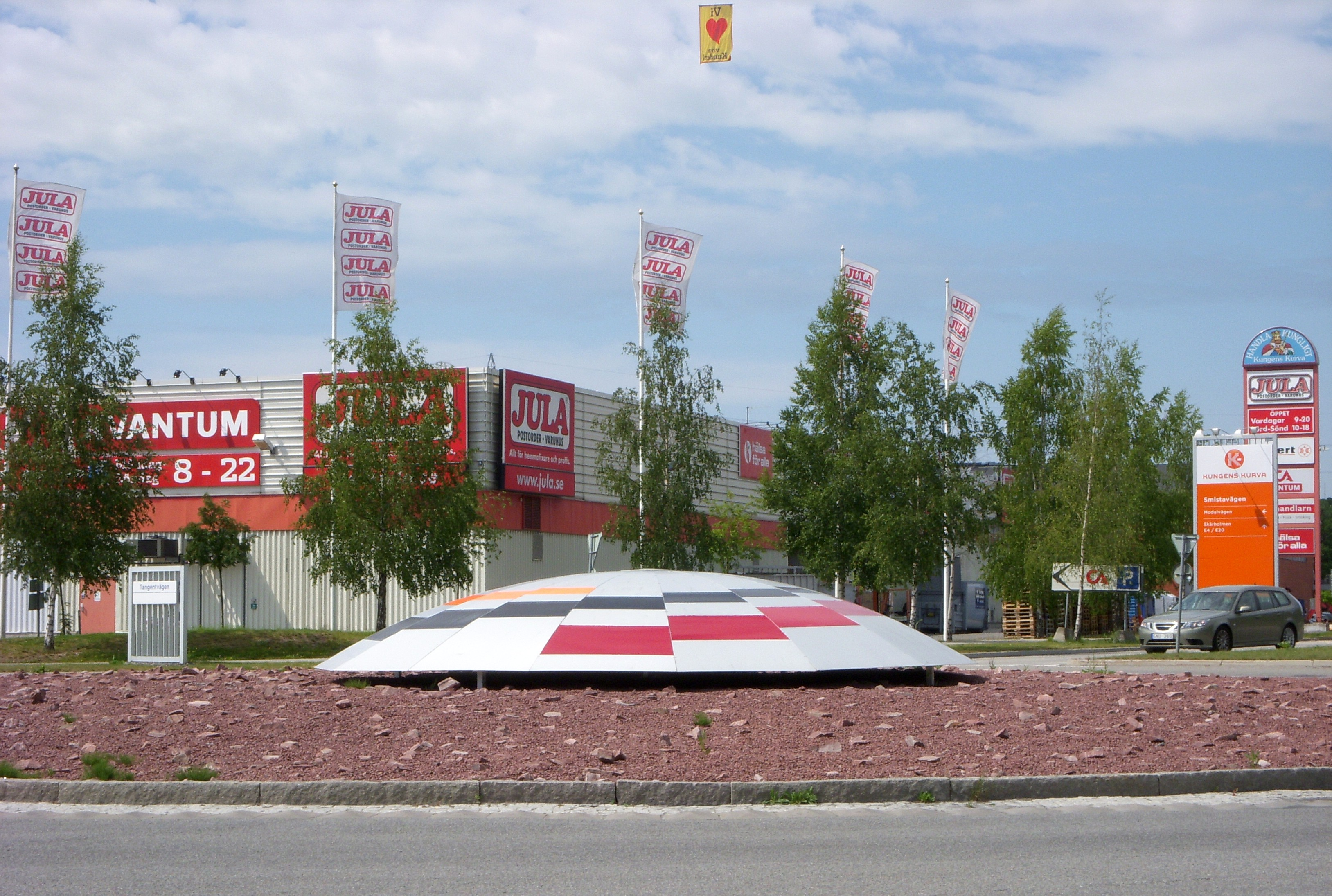
"Lysande tefat"
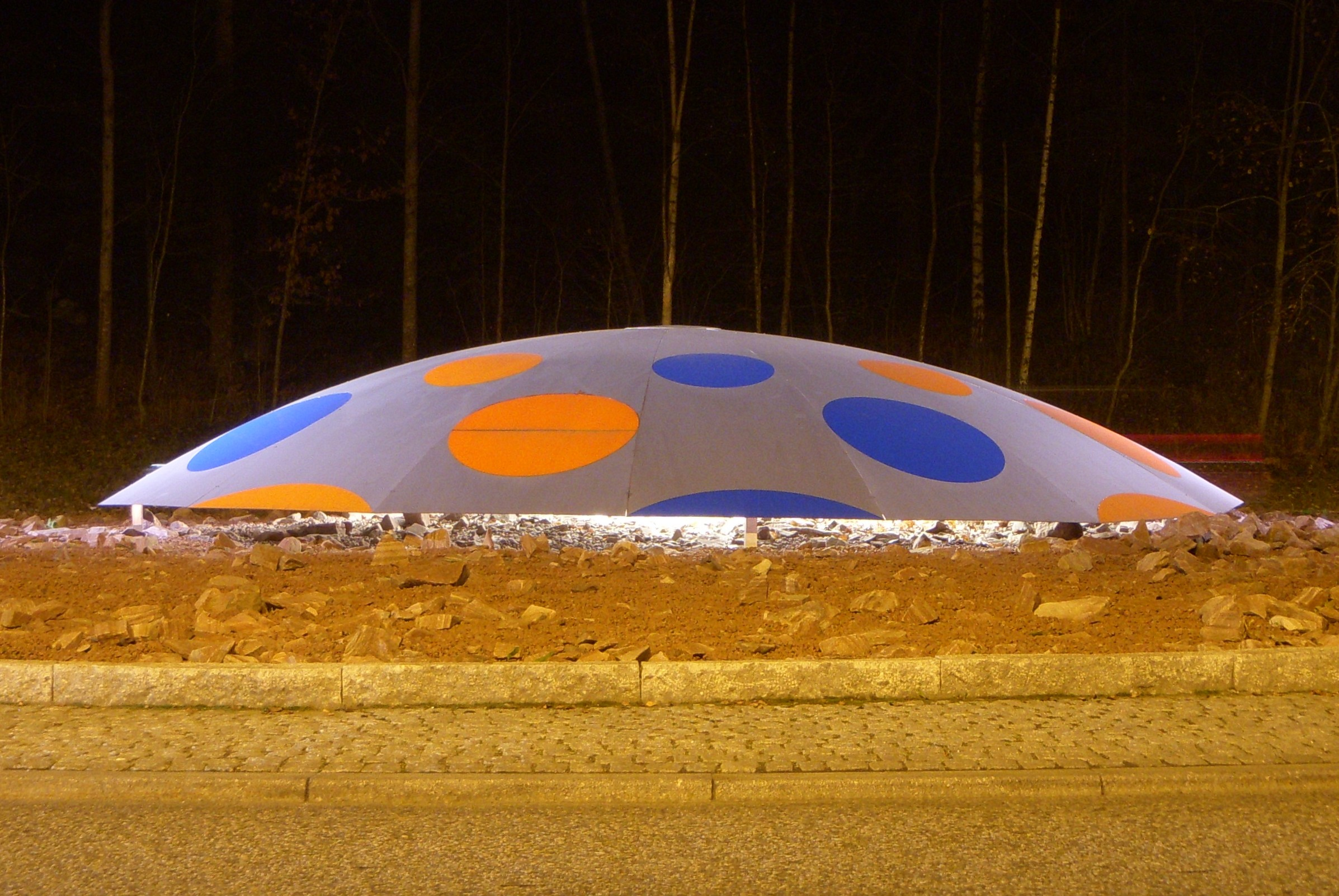
"Lysande tefat", kväll
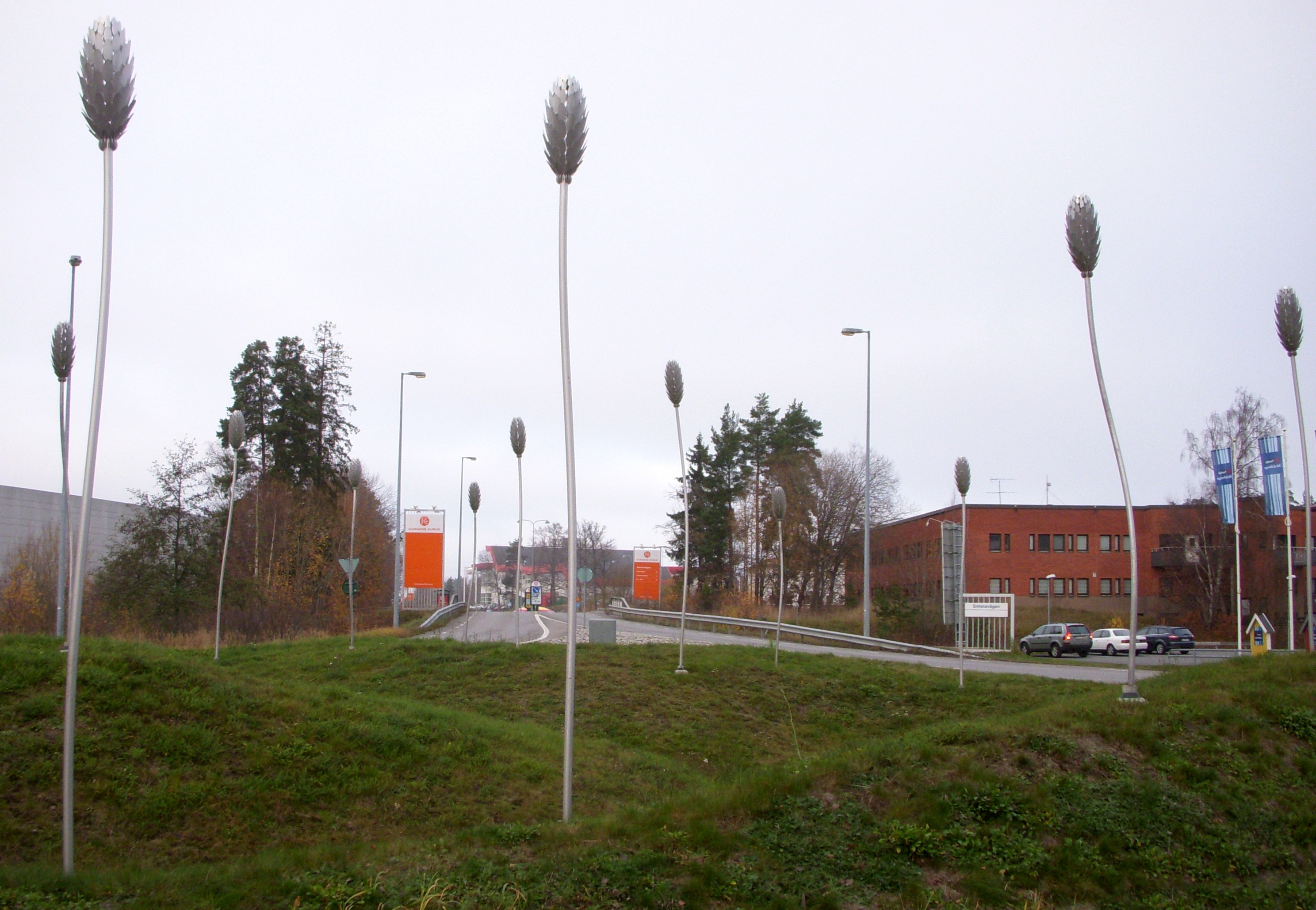
Skulpturlandskapet "Oas".

## Området i siffror
Handelns Utredningsinstitut (HUI) har för första gången genomfört en fullständig kartläggning av handeln i Kungens kurva och Skärholmens centrum som gemensamt handelsområde. Utredningen har genomförts under sommaren och hösten 2009. Svarsfrekvensen var 95 procent och visade följande resultat:
- Kungens kurva och Skärholmen har en total omsättning på 7,3 miljarder kronor
- Sällanköpsvaruhandeln omsatte 5,4 miljarder kronor
- Handelsplatsen har 30 miljoner besökare
- Handelsplatsen erbjuder totalt 230 000 kvadratmeter detaljhandel

## Livli Kungens kurva
Ikea äger genom bolaget Ingka Centres tomten mitt emot möbelvaruhusets entré. I slutet av april 2012 togs första spadtaget till 20 000 kvadratmeter handelsyta för "Kungens Kurva shoppingcenter" som ritades av SWECO FFNS. 2015 invigdes anläggningen som rymmer cirka 15 marknadsledande handelskedjor. En utökning med ytterligare 30 000 kvadratmeter av det pågående projektet planeras för närvarande (2012)[uppföljning saknas] av Ikano, som för en dialog med Huddinge kommun. Gatan söder om Kungens Kurva shoppingcenter kommer att döpas till Ingvar Kamprads Allé.[uppföljning saknas] Den 14 oktober 2024 bytte shoppingcentret namn till "Livli Kungens kurva".

### Bilder

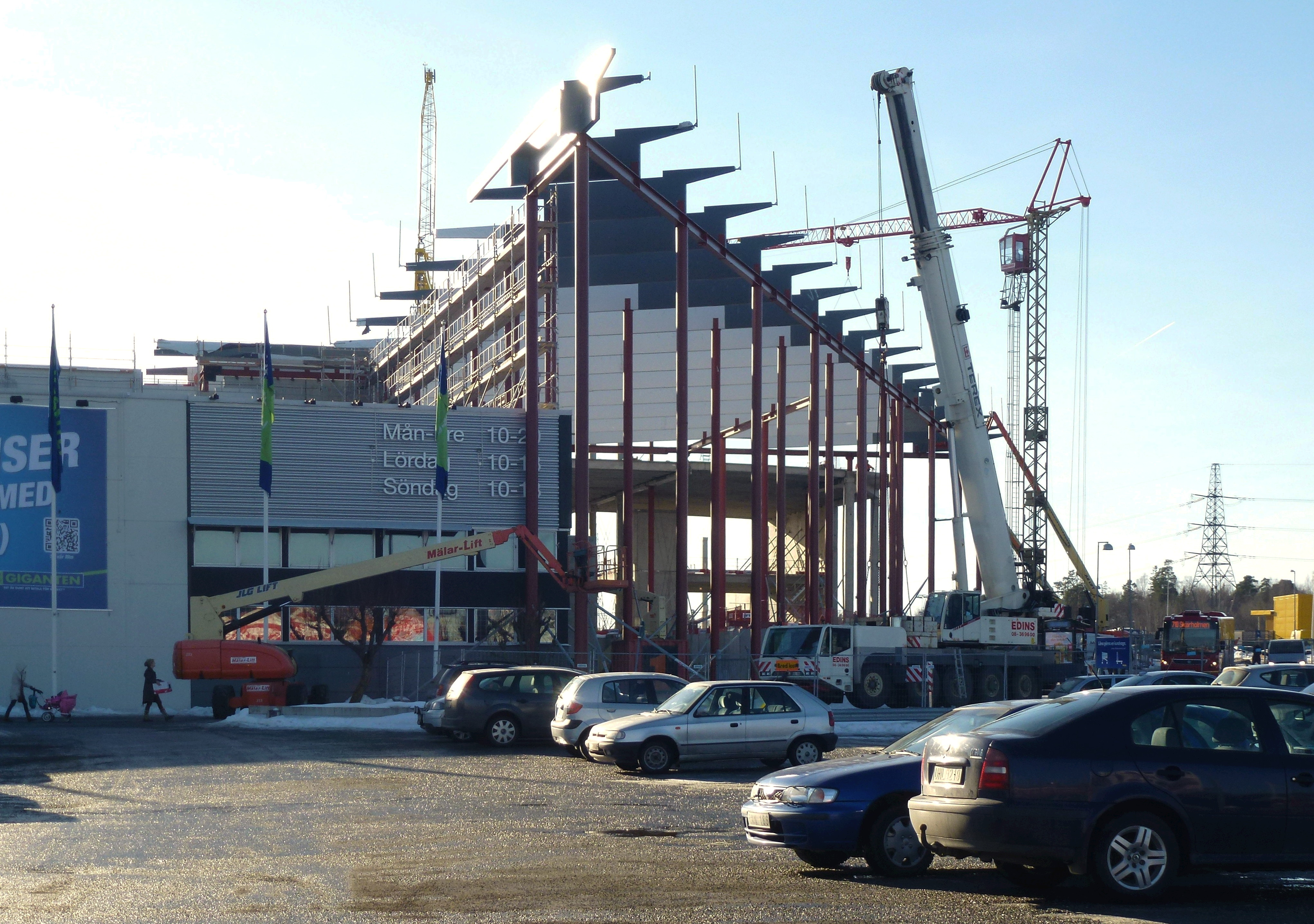
Bygget 2013.
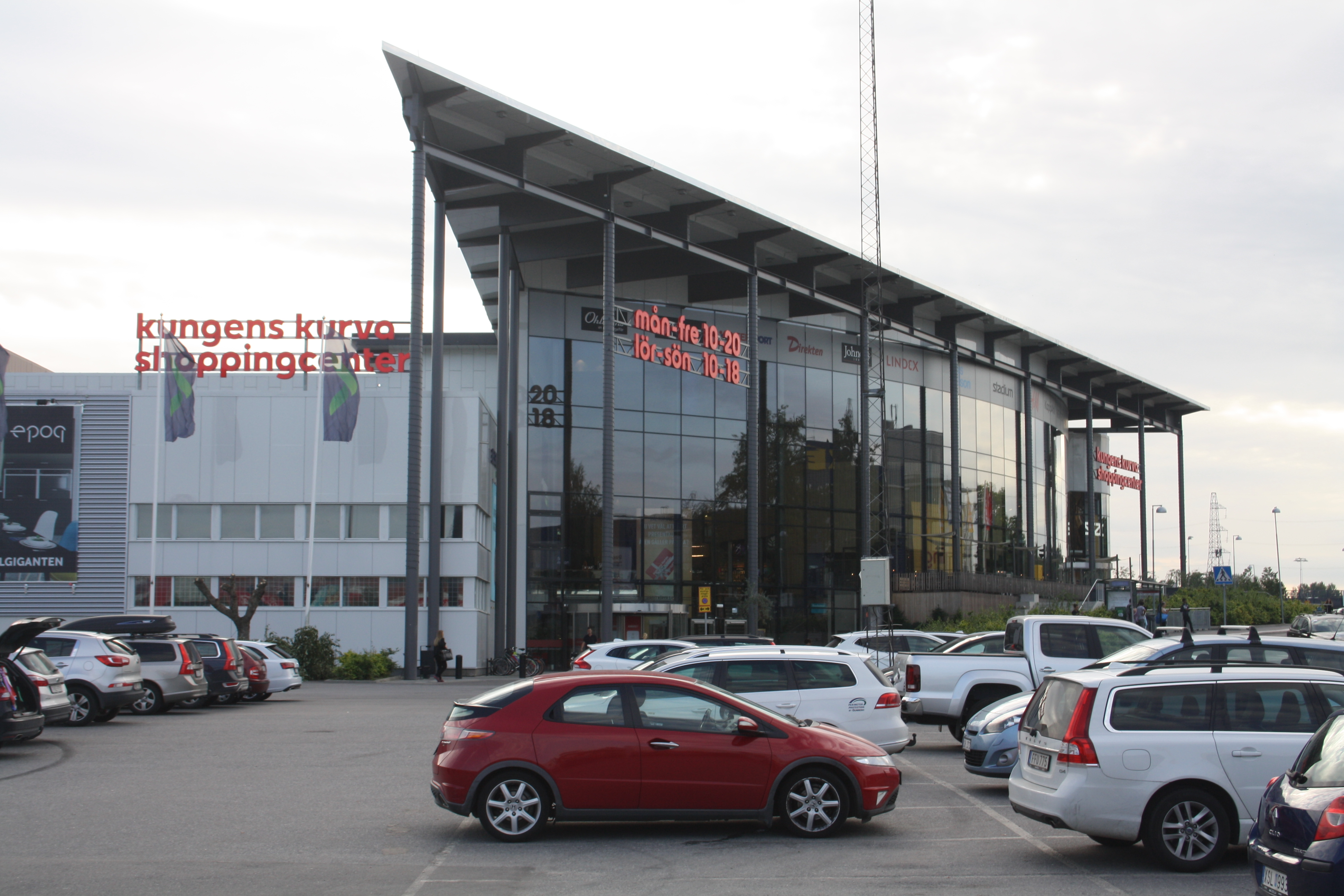
Huvudentrén 2015.
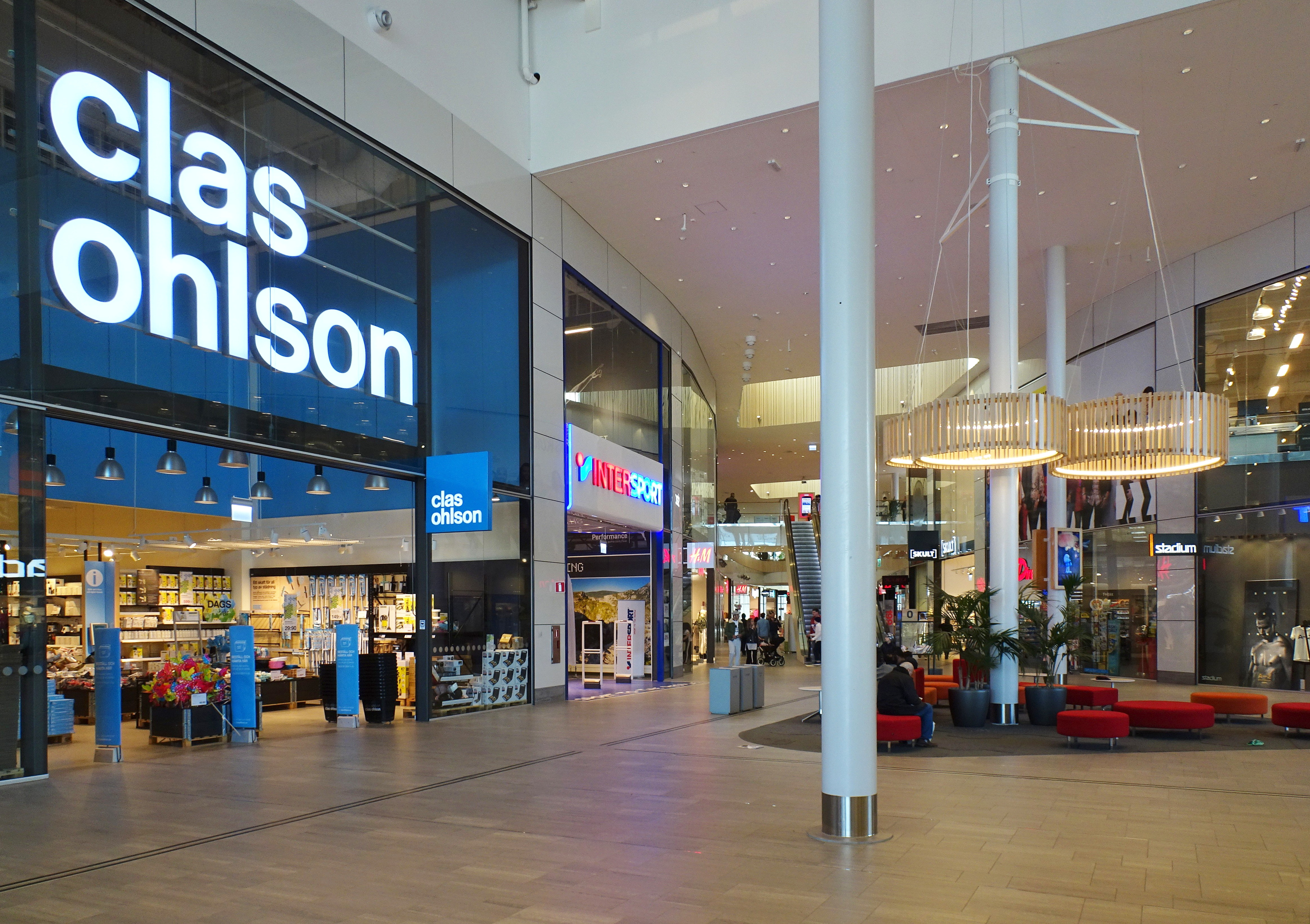
Interiör, 2017.
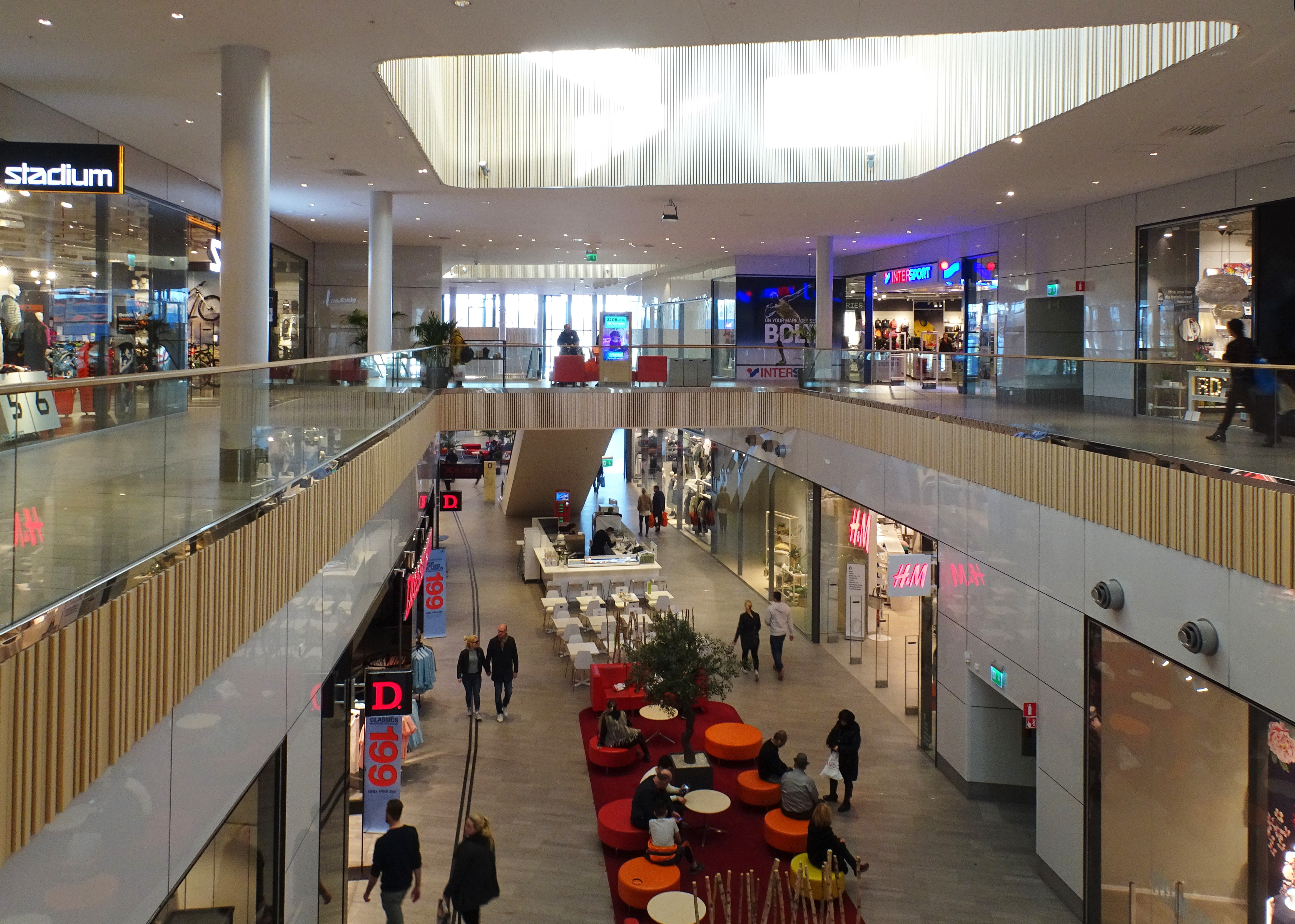
Interiör 2017.

## Gång- och cykeltunnel
En ny gång- och cykeltunnel som skall förbättra kommunikationerna mellan Skärholmen och Kungens kurva öppnades i juli 2021. Tidigare fanns en mindre tunnel som stängdes under fyra år för om- och nybyggnaden. Den nya tunnelförbindelsen anlades i samband med bygget av den nya trafikplatsen Kungens kurva för Förbifart Stockholm. Tunneln består av flera delar. Dominerande är en stor elliptisk ljusöppning i mitten som skall bidra till en tryggare passage. Ljusinsläppet är utformat som en tratt som fortsätter uppåt och några meter ovanför och mellan motorvägens körbanor. Väggarnas insidor är klädda av svart-grå-vita mosaikstenar, utsidan är av obehandlad betong. Formgivare var Mats Broman, arkitekt på Trafikverket.

### Bilder

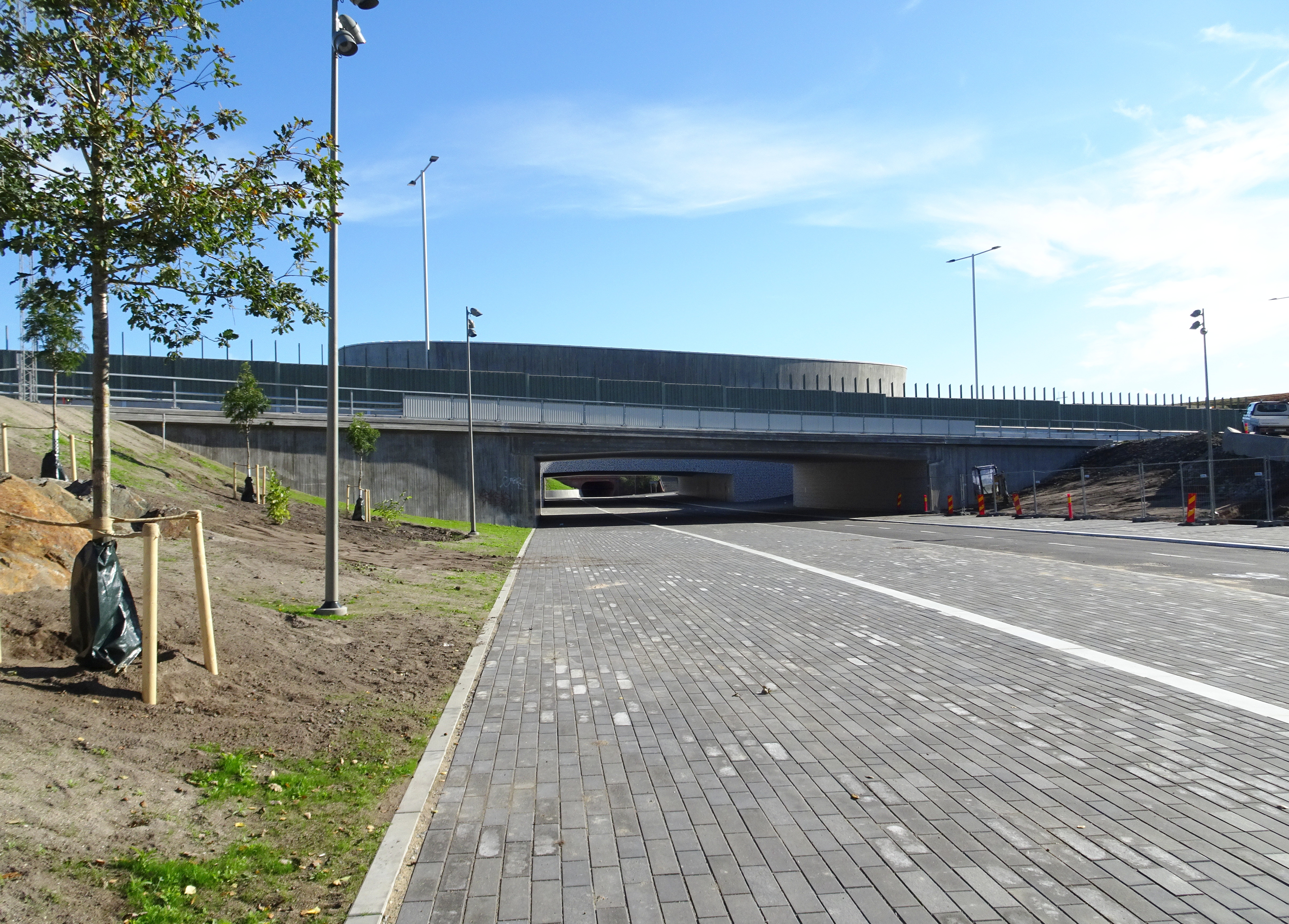
Tunneln sedd från Skärholmens sida.
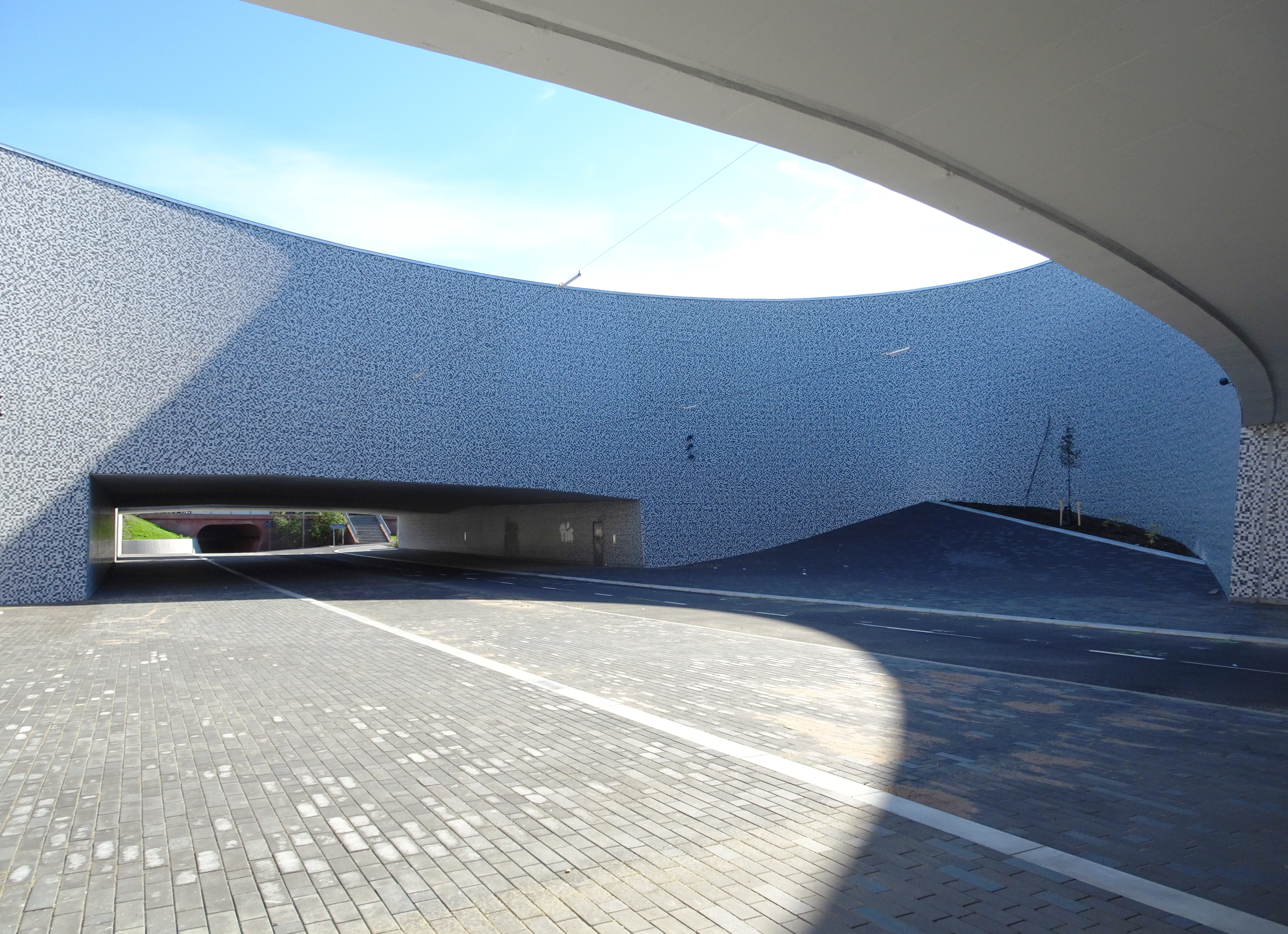
Ljusöppningen.
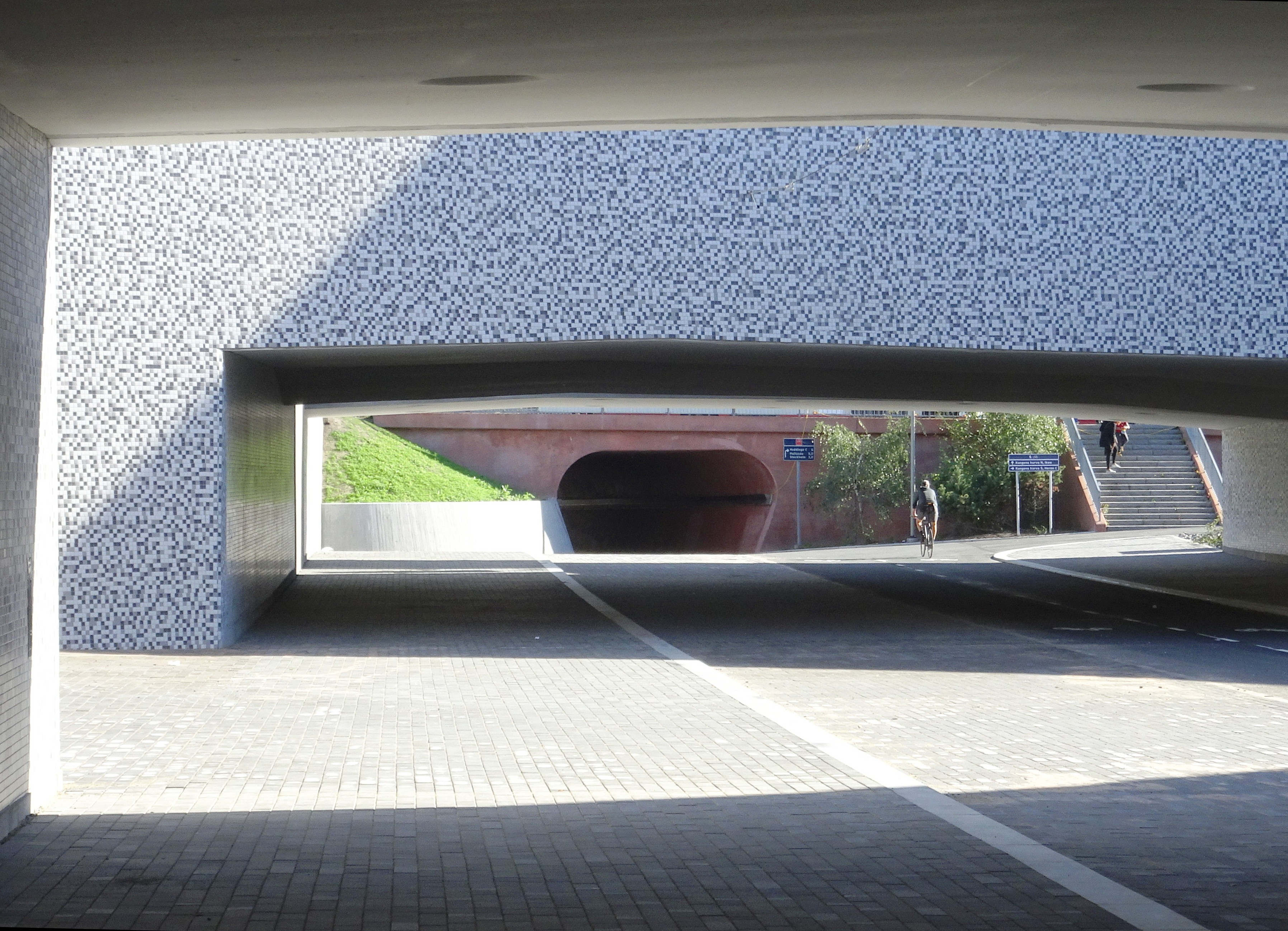
Gamla tunneln i bakgrunden.
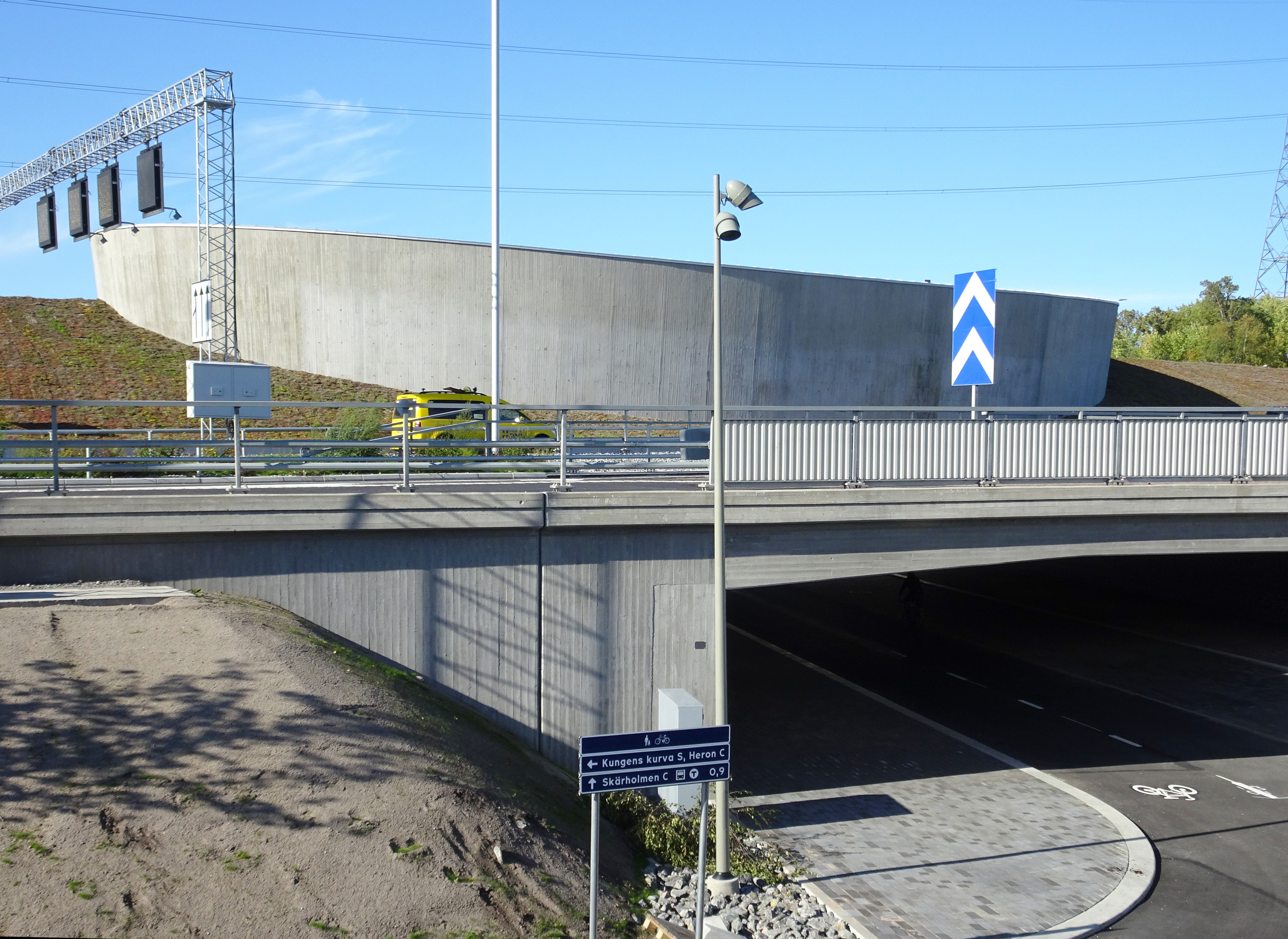
Ljusöppningen, sedd från Kungens kurvas sida.

## Framtidsplaner[uppföljningsaknas]
Kungens kurvas och Skärholmens framtida utvecklingsmöjligheter förstärks av  Förbifart Stockholm, som kommer att direkt ansluta till området och öka den regionala tillgängligheten. Huddinge och Stockholms kommuner tog år 2010 fram en Fördjupad översiktsplan för Kungens kurva, som visar hur området kan utvecklas de följande 20 åren. Planförslaget omfattar Kungens kurva och delar av Vårby i Huddinge kommun. Mellan åren 2004 och 2007 förvärvade KF Fastigheter fastigheterna Diametern 2-6 i Kungens kurva. Här planeras ett nytt bostadsområde med ungefär 3 500 lägenheter för runt 10 000 boende. Inflyttning i första etappen beräknas till år 2022.[uppföljning saknas]
Förslaget innebär att Kungens kurva ges en mer stadslik gatu- och bebyggelsestruktur. Handeln skall även framdeles vara drivkraften, men området skall kompletteras med upplevelser, kultur, kontor och liknande. En framtida[när?] utbyggnad enligt planförslaget innebär att mellan 10 000 och 15 000 nya arbetsplatser kan skapas. Idag delar motorvägen (E4/E20) området i två halvor, därför finns ett förslag till överdäckning av motorvägsområdet för att knyta samman Kungens kurva och Skärholmen. En framtida[när?] Spårväg syd öppnar för möjligheter till tvärförbindelser i Söderort till området.